# Poplar (Wisconsin)
Poplar – wieś w Stanach Zjednoczonych, w stanie Wisconsin, w hrabstwie Douglas.